# Суд биев
Суд би́ев (совр. каз. билер соты) — государственный институт в традиционном казахском обществе, один из способов регулирования правовых отношений.
До принятия свода законов «Жеты Жаргы» Тауке-хана (1680—1718) жизнь казахского общества регулировалась традиционными законодательными кодексами «Светлый путь Касым-хана», «Есім ханның ескі жолы». Истоки их образования уходят корнями в древность, период существования на территории Центральной Азии скифо-сакских, гунно-сарматских племён и государственных образований.
В состав суда биев входил один или несколько биев, которые рассматривали споры и преступления в рамках подвластных им родов и племён. Разногласия между жузами, племенами, дела государственного значения рассматривались советом султанов и наиболее известных биев при хане. Суд биев проходил с участием всех заинтересованных лиц и свидетелей. Основанием для обвинительного заключения суда биев были признание своей вины обвиняемым, вещественные доказательства, показания свидетелей и испитие клятвенной воды. Свидетелями не могли выступать несовершеннолетние, душевнобольные, родственники или друзья кого-либо из сторон. Если члены суда биев не приходили к единому мнению, решение принимал верховный бий. После вынесения решения в знак согласия проводился обряд разрезания пестрой веревки — ала жіп кесу. Биям в установленном размере выплачивалась плата — «билік ақы». Стороны имели право обратиться к другому бию либо к верховному бию — төбе би. В случае неисполнения решения суда биев применялась барымта, то есть насильственный угон скота у виновной стороны. Когда одна из сторон принадлежала к ханскому сословию, решение выносил только хан или султан, однако такое требование не всегда соблюдалось, и решения относительно вины и наказания представителей ханской крови мог выносить суд биев. Главная задача суда биев — установление истины и помощь в восстановлении справедливости.
В результате российской судебной реформы 1864 года суд биев потерял своё традиционное значение как правовой институт. Введение трёхуровнего суда биев (особый суд, волостной и чрезвычайный съезд), ограничение правовых полномочий превратило его в административный институт колониальной власти Российской империи в Казахской степи.
В советских источниках суд биев нередко подвергался критике. Так, по словам юриста Т. М. Культелеева, «в действительности суд биев был не „народным“, а классовым судом, защищавшим только личные и имущественные интересы господствующего класса… Он был не справедливым и не „мудрым“, а лицемерным и подкупным. Дли исхода дела суда биев решающим была не истина, а богатство и влиятельность потерпевшего и обвиняемого».
Однако досоветские источники высказывались о суде биев прямо противоположным образом. О преимуществе суда биев писал А. Гейнс, исследовавший быт и обычное право казахов:
«Суд биев скор и производится на словах, он довольно справедлив и всегда бескорыстен, и потому пользуется уважением не только казахов, но и разночинцев и казаков, из которых многие идут в суд биев»

## См.также
- Совет биев